# За храброст
„За храброст“ е висш български орден, даван в Княжество България, Царство България и Република България.
Той е вторият по старшинство в Царство България и четвърти по старшинство в Република България. Съществува от 1880 г., с прекъсване от 1946 до 2003 г.

## Царство България

### История
Военният орден „За храброст“ е основан на 17 април 1880 г., съгласно Указ №1 от 1 януари 1880 г. по Военното ведомство на княз Александър Батенберг. Той е първият български орден, като за модел при създаването му използван орденът „За военна заслуга“, съществувал до 1866 г. във великото херцогство Хесен. Носителите на този орден се наричат кавалери. Важно е да се спомене, че орденът е създаден в нарушение на решенията на Берлинския конгрес, съгласно които България няма правото на висши държавни отличия – символи на национална независимост.
Държавният глава и престолонаследникът по право са кавалери съответно на Военен орден „За храброст“ I степен и Военен орден „За храброст“ IV степен. Поради голямото си уважение към ордена цар Борис III никога не е носил ордена „За храброст“ I степен и Големия кръст, а само получените от него по време на Балканската война (1912 – 1913) орден „За храброст“ III степен, 2 клас, по време на Първата световна война (1915 – 1918) орден „За храброст“ III степен, 1 клас и полагащия му се като престолонаследник орден „За храброст“ IV степен, 2 клас, връчен му през 1894 година.
Първото награждаване с ордена „За храброст“ се състои на 17 април 1880 г., когато са наградени 33-ма участници в Руско-турската война (1877-1878). Само няколко дни по-късно, на 24 април (6 май нов стил) – Гергьовден, по време на освещаването на новото знаме на 3-та тетевенска дружина с ордена е наградено и първото гражданско лице. Носител на ордена Сребърен кръст „За храброст“ IV степен е Йончо Бобевски – един от тримата представители на Тетевен при освещаването и участник в Руско-турската война (1877-1878) – носител на руския орден „Георгиевски кръст“.
Интересен е фактът, че в периода (1937 – 1940) знакът на ордена „За храброст“ IV степен, 1-ви клас се използва в качеството на опознавателен знак за ВВС на България, аналогично на „Железния кръст“ – традиционната емблема на германските ВВС.
След премахването на монархията ордените и медалите от Царство България биват напълно заменени с други. Така на 15 септември 1946 г. най-почитаният български орден – „За храброст“ престава да съществува.
Кавалерите на ордена „за храброст“ и наградените с войнишкия му кръст са имали своя организация Общество на кавалерите на ордена за храброст, която е създадена през 1934 г. и просъществува до 1944 г., когато е забранена от комунистическата власт.

### Описание

#### Орден „За храброст“
- Велик кръст на ордена „За храброст“

Великият кръст на ордена се дава само на владетеля, който е и негов Велик магистър. Състои се от огърлие, звезда и мантия (от княз Фердинанд) Съществуват пет различни емисии на ордена.
1. Първа Батенбергска емисия (1886)
2. Втора Батенбергска емисия
3. Първа Фердинадска емисия
4. Втора Фердинадска емисия
5. Трета Фердинадска емисия

- Орден „За храброст“ I степен 1 клас (до 1886 г. се нарича Орден „За храброст“ I степен)

Съществуват 4 емисии.
- Орден „За храброст“ I степен 2 клас (от 1886 г.)

С този орден се награждават български и чужди генерали, както и чужди владетели.
Втора, трета и четвърта степен на ордена се дават на генерали и офицери в зависимост от заеманата от тях длъжност.
- Орден „За храброст“ II степен

Съществуват две емисии
- Орден „За храброст“ III степен 1 клас (до 1915 г. се нарича Орден „За храброст“ III степен)

Съществуват три емисии
- Орден „За храброст“ III степен 2 клас (от 1915 г.)

Съществуват пет емисии
- Орден „За храброст“ IV степен 1 клас (до 1915 г. се нарича Орден „За храброст“ IV степен)

Съществуват седем емисии
- Орден „За храброст“ IV степен 2 клас  (от 1915 г.)

Съществуват десет емисии

#### Войнишки кръст „За храброст“
Войнишкият кръст „За храброст“ (известен още като знак на ордена „За храброст“) е медал, причислен към ордена „За храброст“. Отличията за по-нисшите чинове т.е. войници и подофицери са въведени заедно с офицерските. I и II степен са позлатени, а III и IV посребрени. Размерът им е по-малък от офицерските (33 – 34 мм) и са с по-тясна лента. Степените се различават по наличието или отсъствието на напречни ленти, чиито краища са раздвоени.
- Войнишки кръст „За храброст“ I степен

позлатен с напречни ленти

1912 Балкански войни, 1915 Първа световна война, 1915 (1917) Първа световна война
- Войнишки кръст „За храброст“ II степен

позлатен без напречни ленти

1912 Балкански войни, 1915 Първа световна война, 1915 (1917) Първа световна война
- Войнишки кръст „За храброст“ III степен

посребрен с напречни ленти

1912 Балкански войни, 1915 Първа световна война, 1915 (1917) Първа световна война
- Войнишки кръст „За храброст“ IV степен

посребрен без напречни ленти

1912 Балкански войни, 1915 Първа световна война, 1915 (1917) Първа световна война
| Орден „За храброст“ | Орден „За храброст“ | Орден „За храброст“ | Орден „За храброст“ | Орден „За храброст“ | Орден „За храброст“ | Орден „За храброст“ |
| Голям кръст         | I степен            | II степен           | III степен, 1 клас  | III степен, 2 клас  | IV степен, 1 клас   | IV степен, 2 клас   |
| ------------------- | ------------------- | ------------------- | ------------------- | ------------------- | ------------------- | ------------------- |
|                     |                     |                     |                     |                     |                     |                     |

### Кавалери на ордена „За храброст“ I степен
Към края на 30-те години на 19-ти век, по-малко то 30 души са били наградени с Първата степен на Военния орден "За Храброст", мнозинството от които чужденци и само петима българи: 
- Княз Александър I
- Цар Фердинанд I

и тримата регенти - Стефан Стамболов, Георги Живков и генерал-майор Сава Муткуров.
Други владетели, кавалери на ордена:
- Цар Борис III
- руският Император Александър III
- сръбският Крал Милан I
- румънският Крал Карол I

Освен това орденът е присъден на:
- Самарското знаме
- 3-та Радомирска дружина от Българското опълчение, сражавала се по време на Руско-Турската война от 1877-1878 година,
- Въздушните на Н.В. войски

## Република България

### История
След 57 години прекъсване орденът е възстановен със закон от XXXIX народно събрание, приет на 29 май 2003 г. и обнародван в „Държавен вестник“ на 21 май 2004 г. В съвременния си вариант той има само 3 степени, няма класове и отново бива с мечове за военни лица и без мечове за граждански.

### Описание
Самият орден има синя лента и се носи на гърди. Има 3 степени и 2 категории – с мечове (който се връчва на военни лица) и без мечове (връчван на цивилни лица)
Степените на ордена се различават по вид, както следва:
1. Първа степен: златен кръст, покрит с емайл, в средата на лицевата страна – медальон със златен лъв и надпис „За храброст“, на обратната страна медальонът е с българския национален трибагреник и надпис „Република България“;
2. Втора степен: сребърен кръст, покрит с червен емайл, в средата на лицевата страна – медальон със златен лъв и надпис „За храброст“, на обратната страна медальонът е с българския национален трибагреник и надпис „Република България“;
3. Трета степен: бронзов кръст, в средата на лицевата страна – медальон с лъв и надпис „За храброст“, на обратната страна медальонът е с българския национален трибагреник и надпис „Република България“;

С орден „За храброст“ с мечове се награждават само военни лица, както следва:
1. С първа степен – висши офицери – генерали и адмирали;
2. С втора степен – офицери;
3. С трета степен – сержанти и войници.